# Joseph Whitaker

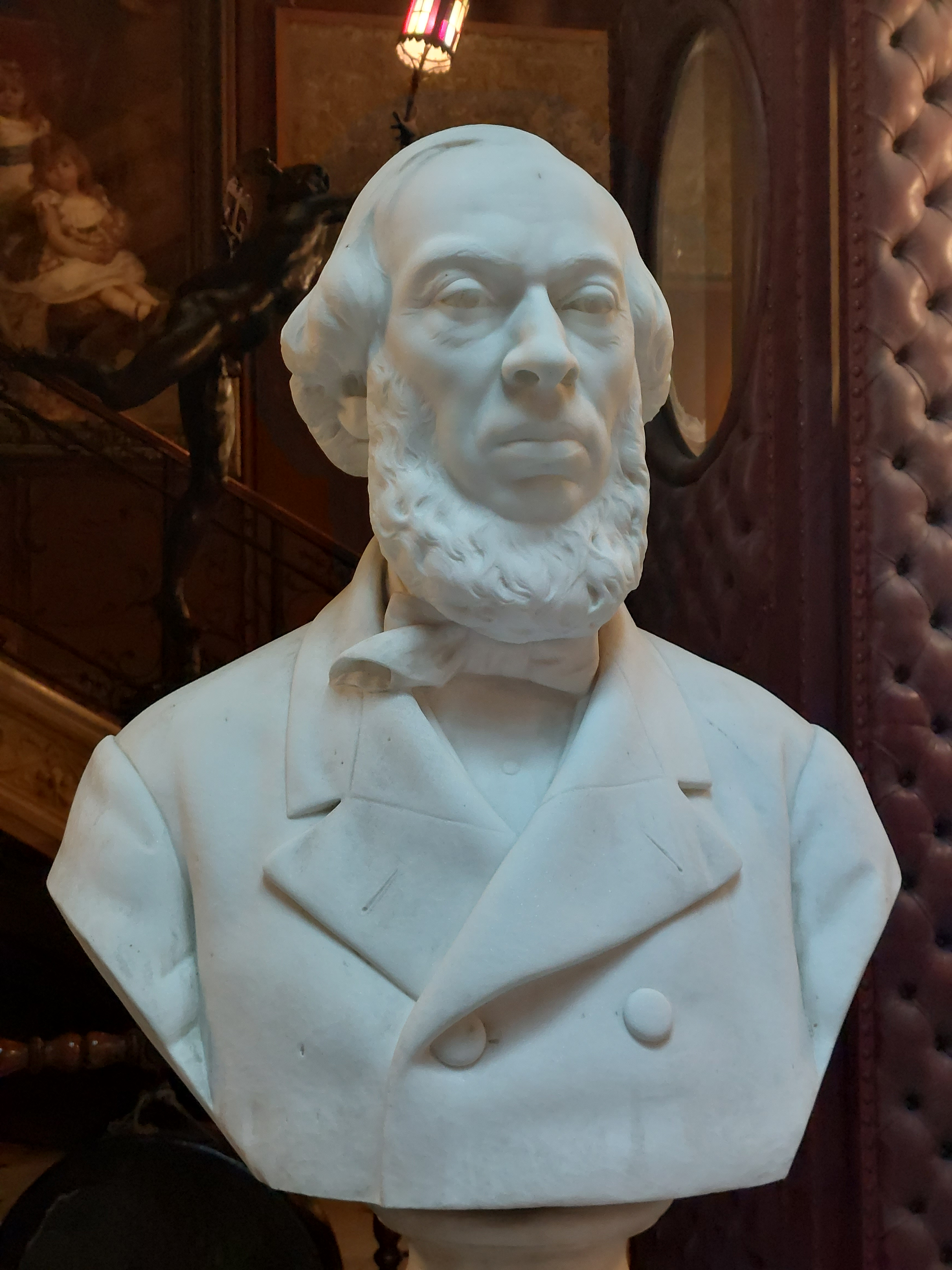
Busto di Joseph Whitaker, opera di Benedetto Civiletti, nell'atrio di Villa Malfitano

Joseph Whitaker (West Ardsley, 7 agosto 1802 – Palermo, 17 ottobre 1884) è stato un imprenditore britannico.

## Biografia
Joseph Whitaker nacque il 7 agosto 1802 a West Ardsley, oggi sobborgo urbano di Leeds nella contea inglese del West Yorkshire, da Mary Ingham.
Si trasferì a Palermo nel 1819 per collaborare con lo zio Benjamin Ingham, fratello della madre, nelle attività di fabbricazione del marsala. Oltre a produrre ed esportare il vino marsala nel loro baglio, zio e nipote crearono una flotta di velieri che raggiungeva l'America del nord e l'estremo oriente.
Nel 1840 alla loro attività si associò il giovane amico Vincenzo Florio e nel 1848 la loro nave Palermo venne messa a disposizione del governo rivoluzionario siciliano e nel 1860, mentre Garibaldi con i suoi volontari sbarcava a Marsala, il baglio Ingham-Whitaker e quello di Woodhouse inalberarono il vessillo britannico. Ciò intimorì le truppe borboniche in quanto il console inglese aveva avvertito che al fuoco della flotta di Francesco II si sarebbe risposto con il fuoco, a tutela degli interessi inglesi in Sicilia. In riconoscimento dell'aiuto dato alla causa di Garibaldi, la bandiera della nave Lombardo venne donata al baglio Ingham-Whitaker.
Il 18 marzo 1837 Joseph Whitaker sposò Eliza Sophia Sanderson, dalla quale ebbe dodici figli;
- Benjamin Ingham Whitaker detto "Benny" (1838-1922)
- Alexandrina Mary detta "Ackie" (1840-1925)
- William Ingham Whitaker detto "Willie" (1841-1893)
- Sophia  (1842-1899)
- Joseph  (1843-1844)
- Caroline detta "Carrie" (1845-1934)
- Joshua  detto "Joss" (1849-1926)
- Joseph Isaac Spadafora Whitaker detto "Pip" (1850-1936)
- John Arthur  (1852-1923)
- Robert Sanderson  (1856-1923)
- Alexander Ingham (1857-1933)
- Albert Edward  (1860-1945)

Nel 1871 Joseph Whitaker e il cugino Benjamin Ingham jr annunciarono l'intenzione di costruire a loro spese, una chiesa nella quale potessero essere officiati gli uffici della chiesa d'Inghilterra per "il beneficio spirituale dei loro compatrioti protestanti, sia residenti a Palermo, sia in visita alla città" . Benjamin Ingham jr donò quindi un terreno sito di fronte l'allora Palazzo Ingham (oggi Grand Hotel et des Palmes) e Whitaker si occupò della costruzione della chiesa anglicana di Palermo che iniziò nel 1872 e venne inaugurato il 19 dicembre 1875. Il progetto venne stilato dall'architetto Henry Christian, marito di Caroline Whitaker.
Alla morte di Joseph Whitaker avvenuta nel 1884, il figlio Joshua ne divenne l'amministratore e, quando questi morì nel 1926, tale compito passò al fratello Joseph e poi alla nipote Delia la quale, come ultima amministratrice, affidò la chiesa alla diocesi di Gibilterra.
È sepolto nella parte acattolica del Cimitero di Santa Maria dei Rotoli a Palermo.